# Conus renateae
Espèce
Conus renateae est une espèce de mollusques gastéropodes marins de la famille des Conidae.
Comme toutes les espèces du genre Conus, ces escargots sont prédateurs et venimeux. Ils sont capables de « piquer » les humains et doivent donc être manipulés avec précaution, voire pas du tout.

## Taxonomie

### Publication originale
L'espèce Conus renateae a été décrite pour la première fois en 1993 par le malacologiste suisse Jean-Claude Cailliez dans « La Conchiglia »,.

### Synonymes
- Conus (Eugeniconus) renateae Calliez, 1993 · appellation alternative
- Conus nobilis renateae Cailliez, 1993 · non accepté
- Eugeniconus nobilis renateae (Cailliez, 1993) · non accepté
- Eugeniconus renateae (Cailliez, 1993) · non accepté